# DuPage
La rivière DuPage (DuPage river) est une rivière de l'Illinois issue de deux ruisseaux formant une branche Ouest et une branche Est.

## Étymologie
Son nom lui fut donné à l'époque de la Nouvelle-France et de la Louisiane française en l'honneur d'un colon français qui, au début des années 1700, s'installa le long de cette rivière et commerça, parmi les trappeurs et coureurs des bois, avec les Amérindiens.

## Géographie

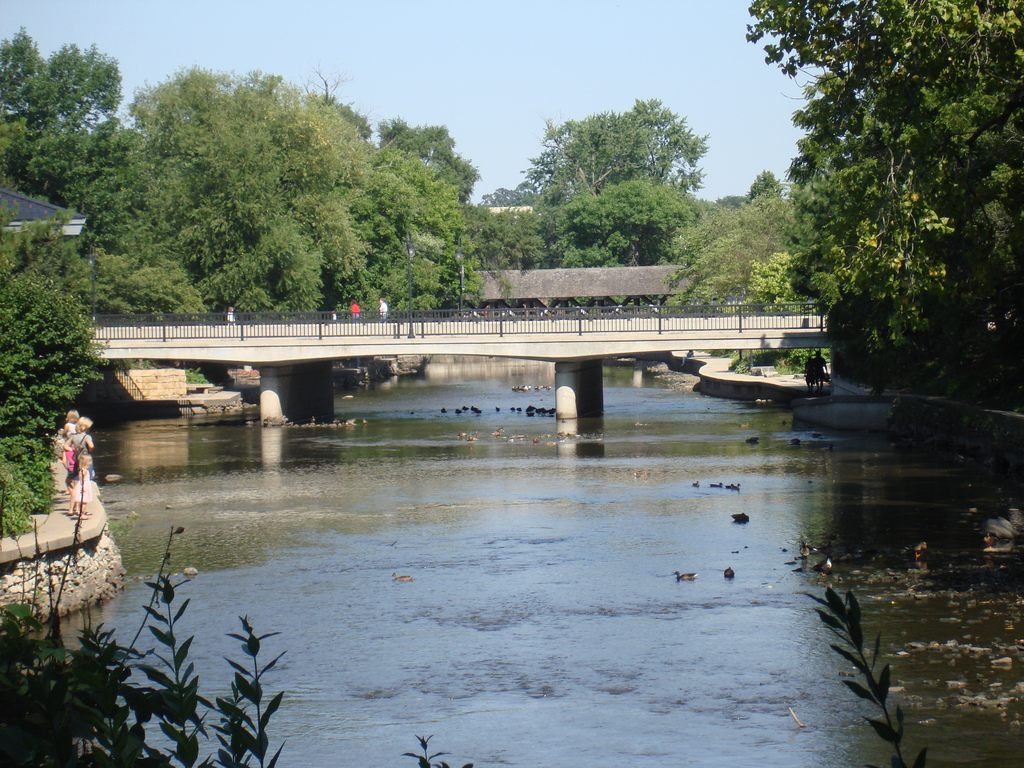
La rivière DuPage à Naperville.

La branche Ouest prend sa source dans le comté de Cook, alors que la branche Est prend sa source dans le comté de DuPage. La confluence des deux cours d'eau se situe près de la ville de Naperville aux limites du comté de DuPage et du comté de Will.
La rivière DuPage est le principal affluent de la rivière Des Plaines, dans laquelle elle se jette à l'ouest de la ville de Joliet.